# Ophiopsis
Ophiopsis muensteri
Genre
Espèce
Ophiopsis est un genre éteint de poissons à nageoires rayonnées de la famille des Ophiopsidae. Des spécimens ont été mis au jour dans le calcaire de Solnhofen, en Allemagne.

## Espèces
- † Ophiopsis muensteri (Agassiz, 1834) − espèce type
- † Ophiopsis aequalis Wagner 1863
- † Ophiopsis attenuata Wagner 1863
- † Ophiopsis bellottii Bassani 1886
- † Ophiopsis breviceps Egerton 1852
- † Ophiopsis dorsalis Agassiz 1844
- † Ophiopsis flesheri Agassiz 1844
- † Ophiopsis guigardi Thiollière 1873
- † Ophiopsis penicillata Agassiz 1844
- † Ophiopsis procera Agassiz 1844
- † Ophiopsis tenuiserrata Agassiz 1844

## Galerie

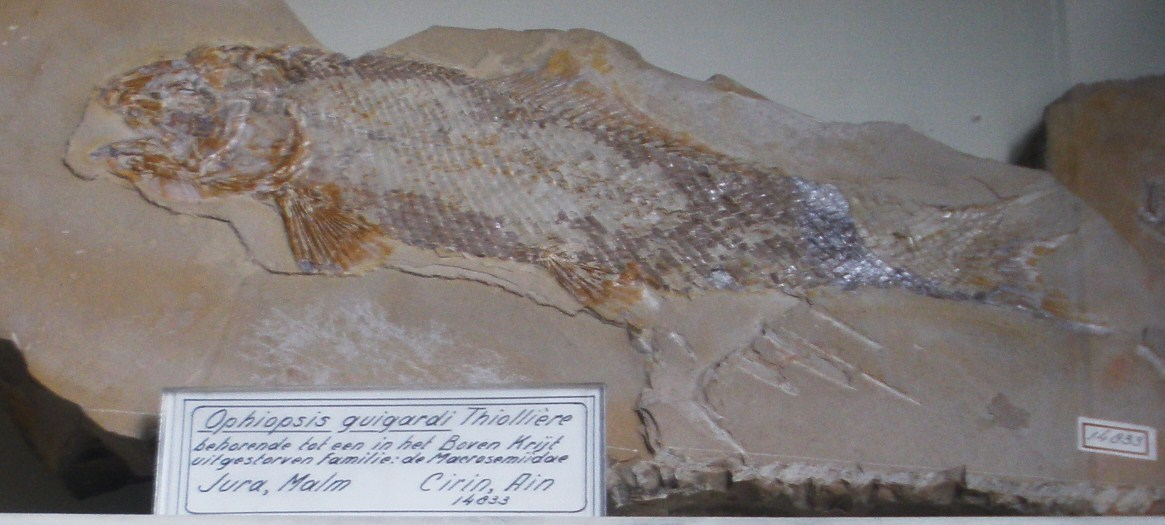
Fossile d’Ophiopsis guigardi.

## Publication originale
- (de) L. Agassiz, « Abgerissene Bemerkungen über fossile Fische », Neues Jahrbuch für Mineralogie, Geognosie, Geologie und Petrefaktenkunde, Stuttgart, E. Schweizerbart (d), vol. 1834,‎ 1834, p. 379–390 (ISSN 0934-7097, OCLC 5472523, lire en ligne).